# 蕭思話
蕭思話（400年—455年），南蘭陵人。孝懿皇后蕭文壽侄兒，父親是蕭文壽弟蕭源之。南朝宋外戚，屢次外任刺史，亦參與多場內亂和對外戰爭。

## 生平
蕭思話十多歲時十分頑皮，終日沉迷於賭博遊玩，又喜歡爬上屋頂上以及打細腰鼓，又常騷擾鄰居，令其他人都很痛恨他。不過蕭思話自此卻克制自己，數年以後就成了有好聲譽的年輕人，更變得愛好書史，又會彈琴和騎射。劉裕見他後就認為他是國家棟樑，十八歲就任琅邪王司馬德文的大司馬行參軍，後轉任劉裕的相國參軍。南朝宋建立後，蕭思話官拜羽林監，領石頭戍事，襲父爵封陽縣侯。後轉宣威將軍、彭城沛二郡太守。後遷中書侍郎。
元嘉三年（426年）十二月，蕭思話轉督青州徐州之東莞諸軍事、振武將軍、青州刺史。任內派兵討平在東莞郡發干縣聚眾作亂的司馬朗之、司馬元之及司馬可之兄弟。元嘉八年（431年），蕭思話調任竟陵王劉義宣的左軍司馬、南沛郡太守，但還未卸任徵還就遇上北魏南侵。征南大將軍檀道濟受命北伐，但因北魏兵盛，在滑臺陷落後就率眾南退。蕭思話恐懼北魏大軍到來，於是放棄駐地逃到平昌。當時蕭思話所派往下邳戍守的參軍劉振之聽到蕭思話已經棄城出逃，也棄下邳出走。最終北魏軍隊沒有來，但東陽郡所積聚的軍需品都給百姓燒掉了，蕭思話因而被送到廷尉議罪，並被判囚。
元嘉九年（432年），仇池發生饑荒，而宋的益、梁二州卻豐收，梁州刺史甄法護治州不當令其與當地人不和，朝廷於是在元嘉十年（433年）四月起用仍在拘役中的蕭思話為督梁南秦二州諸軍事、橫野將軍、梁南秦二州刺史。出發後當年十一月仇池王楊難當就進攻漢中，甄法護棄梁州治所南城出走，蕭思話於是先遣司馬蕭承之及西戎長史蕭汪之進至梁州。楊難當焚毀並搜掠漢中一番後就率眾西歸，留下部將駐戍諸城，而蕭承之及蕭汪之等人最終擊敗楊難當留下的守軍，收復梁州全部失地。蕭思話到後，因南城已經遭到楊難當焚毀，於是移鎮南鄭。
元嘉十四年（437年），蕭思話遷荊州刺史劉義慶的平西長史、南蠻校尉。元嘉十六年（439年），衡陽王劉義季接任荊州刺史，轉任其安西長史，仍任南蠻校尉。元嘉二十年（443年）七月，轉督雍梁南北秦四州荊州之南陽竟陵順陽襄陽新野隨六郡諸軍事、寧蠻校尉、雍州刺史、襄陽太守。兩年後（445年）徵為侍中，領太子右率。元嘉二十四年（447年）又改領左衞將軍，後又領南徐州大中正。次年四月，蕭思話監雍梁南北秦四州荊州之竟陵隨二郡諸軍事、右將軍、寧蠻校尉、雍州刺史。元嘉二十六年（449年）又徵為吏部尚書，但未拜官就於次年三月轉任護軍將軍。
任護軍將軍同年的春季，北魏進攻懸瓠，宋文帝決意北伐，蕭思話力諫不果，只得領精兵三千助守彭城。北魏退軍後，蕭思話任使持節、監徐兗青冀四州豫州之梁郡諸軍事、撫軍將軍、兗徐二州刺史。元嘉二十九年（452年）六月，蕭思話受任為北伐主帥，統率冀州刺史張永等軍圍攻碻磝，青州刺史劉興祖亦受其節度，派兵助戰，蕭思話大軍到後就準備三條進攻路線攻城。不過北魏軍乘夜以地道出城突擊，先燒毀南道崔訓軍和東道胡景世軍的攻城器具，不久又破壞崔訓的進攻路線，阻礙進攻。蕭思話等進攻十八日仍未能攻下碻磝，只能解圍退兵。戰後解徐州刺史而任冀州，移鎮歷城。不久卻為劉義恭彈劾而免官。
元嘉三十年（453年），太子劉劭弒殺宋文帝繼位，授予蕭思話進攻碻磝前的官位。蕭思話於是立即部眾回到彭城，並起兵響應討伐劉劭的劉駿。同年四月劉駿擊敗劉劭即位，即宋孝武帝，以蕭思話為中書令、丹陽尹，散騎常侍。孝建元年（454年）正月，孝武帝以蕭思話任使持節、都督徐兗青冀幽五州豫州之梁郡諸軍事、安北將軍、徐州刺史。但蕭思話未出發就遇上江州刺史臧質與荊州刺史劉義宣起兵叛變，於是即調任使持節、都督江州豫州之西陽晉熙新蔡三郡諸軍事、江州刺史。同年朝廷平定叛變，為分割荊江二州土地，就從荊江湘豫四州分建郢州，又以蕭思話都督郢湘二州諸軍事、鎮西將軍、郢州刺史，持節，散騎常侍，鎮夏口。
孝建二年七月戊戌（455年8月7日），蕭思話去世，享年五十六歲，朝廷以本官加贈征西將軍、開府儀同三司，賜諡號穆。

## 性格特徵
- 蕭思話涉獵書傳，擅長書法。《述書賦》寫：「思話綿密緩步，娉婷任性，工隸。師羊過青，似鳬鷗雁騖遊戲沙汀。」王僧虔《論書》則寫：「蕭思話全法羊欣，風流趣好，殆當不減，而筆力恨弱。」張懷瓘《書斷》則將蕭思話的行書及草書列為能品，寫其「學於羊欣，得其體法，行連岡盡，望勢不斷。雖無奇峰壁立之秀，亦可謂有功矣。王僧虔云蕭令法羊欣，風流媚態殆欲不減，筆力恨弱。袁昂云羊真孔草，蕭行范篆，各一時之妙也。」
- 蕭思話通音律，會騎射，擅長彈琴，宋文帝曾經賜他弓和琴，手詔寫其「事務之暇，故以琴書為娛耳。」又曾經和他登鍾北山北嶺，並命其在清泉附近的磐石上彈琴，並賜銀鍾酒，說：「相賞有松石間意。」
- 蕭思話作為外戚，又是士族，故年輕就得重用，一生十二度外鎮諸州，出監、都督諸州也有九次，歷任雖無清譽，但亦沒有做貪穢之事，為人亦惜人材，禮待士人，得人歸心。

## 家庭

### 夫人
- 沛国刘氏，刘宋光禄大夫刘成之女[12]

### 子女
- 蕭惠開，長子，官至益州刺史。後任少府，加給事中，因自感不得志而憂鬱發病去世。
- 蕭惠明，次子，官至吳興太守。
- 萧惠徽，三子，娶桂阳县侯刘义融女刘茂姜。官至中书郎。
- 蕭惠基，四子，娶刘義恭女，通音律及圍棋，官至侍中，得齊高帝蕭道成親任。
- 蕭惠休，蕭惠基弟，在南齊官至尚書右僕射，被東昏侯蕭寶卷賜死，對外追贈他金紫光錄大夫。
- 蕭惠朗，蕭惠休弟，官至征虜長史，行南兗州事。
- 蕭惠蒨，蕭惠朗弟，南齊官至左戶尚書。
- 蕭氏，蕭思話女，嫁桂陽王劉休範。
- 蕭氏，蕭思話女，嫁劉秉。

### 后人
- 有后人萧延载，生萧良玉。萧良玉生萧曾某。萧曾某女嫁唐朝请郎前行陕州大都督府文学李赡，有女璎珞奴。

## 延伸阅读
[在维基数据编辑]
 《宋書/卷78》，出自沈约《宋书》
 《南史·卷18》，出自李延壽《南史》